# Kreisgericht Gumbinnen
Das Kreisgericht Gumbinnen war ein preußisches Kreisgericht in der damaligen Provinz Preußen mit Sitz in Gumbinnen.

## Geschichte
In Gumbinnen bestanden bis 1849 das königliche Land- und Stadtgericht Gumbinnen sowie viele Patrimonialgerichte.
Im Jahre 1849 wurden in Preußen einheitlich Kreisgerichte geschaffen. Hierbei wurde die Patrimonialgerichtsbarkeit abgeschafft und die Patrimonialgerichte wurden aufgehoben. Auch die eingangs genannten Gerichte wurden aufgehoben und es entstand das Königliche Kreisgericht Gumbinnen. Es war für den Landkreis Gumbinnen zuständig.
Schwurgerichtssachen wurden beim Kreisgericht Insterburg verhandelt. Am Gericht waren 1870 ein Direktor und fünf Kreisrichter eingesetzt. Im Jahre 1870 betrug die Zahl der Gerichtseingesessenen 47.218.
Im Rahmen der Reichsjustizgesetze wurde das Gerichtswesen in Deutschland 1879 vereinheitlicht. Damit wurde das Kreisgericht Gumbinnen aufgehoben und das königlich preußische Amtsgericht Gumbinnen mit Wirkung zum 1. Oktober 1879 als eines von sechs Amtsgerichten im Bezirk des Landgerichtes Insterburg als Nachfolger gebildet.